# Evan Nepean
Evan Nepean est un homme politique britannique né le 9 septembre 1751 à Saltash en Cornouailles et mort le 2 octobre 1822 à Loders dans le Dorset.

## Biographie
Il naît en Cornouailles en 1753.
Il est un haut fonctionnaire colonial sous le règne de George III, correspondant à la période de la Révolution française et du Premier Empire en France.
De 1782 à 1791, il est sous-secrétaire d'État au Home Office. De 1794 à 1795, il est sous-secrétaire d'État à la Guerre.
Il est membre du Parlement de 1796 à 1812. De 1795 à 1804, il est secrétaire du Bureau de l'Amirauté. Il est anobli baronnet en 1802. Il est membre du Conseil Privé du Royaume-Uni en 1804. De 1804 à 1805, il est secrétaire-en-chef pour l'Irlande. 
De 1812 à 1819, il est gouverneur de Bombay.
Il meurt en 1822.